# Adiantum adiantoides
Adiantum adiantoides är en kantbräkenväxtart som först beskrevs av John Smith, och fick sitt nu gällande namn av Carl Frederik Albert Christensen. Adiantum adiantoides ingår i släktet Adiantum och familjen Pteridaceae. Inga underarter finns listade.